# Egidio Forcellini

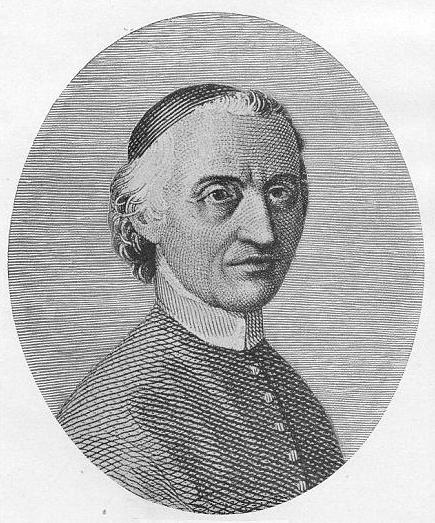
Egidio Forcellini

Egidio Forcellini, född 26 augusti 1688, död 5 april 1768, var en italiensk lärd och filolog.
Forcellini arbetade i 35 år på ett totius latinitatis lexicon, vilket dock publicerades först efter hans död, år 1771. Verket har senare omtryckts flera gånger, den mest kända utgåvan 1858–1887 i 11 band. Det var ett storverk, som överträffades först av det under 1900-talet utgivna Thesaurus Linguae Latinae.